# Pambukovica
Pambukovica (cyr. Памбуковица) – wieś w Serbii, w okręgu kolubarskim, w gminie Ub. W 2011 roku liczyła 988 mieszkańców.